# Affoltern am Albis
Affoltern am Albis és un municipi del cantó de Zúric (Suïssa), cap del districte d'Affoltern.